# Rajgir
Rajgir (Hán-Việt: Vương Xá Thành) là một thành phố và là một khu vực quy hoạch (notified area) của quận Nalanda thuộc bang Bihar, Ấn Độ. Thành phố này là kinh đô đầu tiên của vương quốc cổ Magadha.

## Địa lý
Rajgir có vị trí 25°02′B 85°25′Đ / 25,03°B 85,42°Đ Nó có độ cao trung bình là 73 mét (239 feet).

## Nhân khẩu
Theo điều tra dân số năm 2001 của Ấn Độ, Rajgir có dân số 33.691 người. Phái nam chiếm 53% tổng số dân và phái nữ chiếm 47%. Rajgir có tỷ lệ 52% biết đọc biết viết, thấp hơn tỷ lệ trung bình toàn quốc là 59,5%: tỷ lệ cho phái nam là 61%, và tỷ lệ cho phái nữ là 41%. Tại Rajgir, 19% dân số nhỏ hơn 6 tuổi.

## Thánh địa Phật giáo
Vào thời kỳ Phật tại thế, nơi đây có tên là Rājagaha (tiếng Phạn: राजगृह), nghĩa là Nơi ngụ của vua. Trong các kinh điển Phật giáo Hán tạng, tên gọi này được chuyển nghĩa thành Vương Xá (chữ Hán: 王舍).